# 2023年維爾紐斯峰會
2023年维尔纽斯峰会是于2023年7月11日至12日在立陶宛首都维尔纽斯举行的北约峰会。此次峰会是在2022年马德里峰会期间正式提出的，在峰会上，世界领导人讨论俄罗斯入侵乌克兰以及乌克兰和瑞典未来加入北约问题。 

## 背景
此次峰会是在俄罗斯入侵乌克兰的背景下举行。乌克兰总统弗拉基米尔·泽连斯基在2023年1月向立陶宛议会发表的讲话，称此次峰会具有重大意义。乌克兰表示希望在维尔纽斯峰会上被正式邀请加入北约。2023年7月8日，美国总统乔·拜登表示，乌克兰当时尚未准备好加入北约。截至峰会召开时，已有24个成员国正式宣布支持乌克兰（在條件允許時）加入北约。  在2023年7月4日峰会之前，立陶宛前总统达利娅·格里包斯凯特批评西方领导人未能阻止俄罗斯的侵略，并表示拒绝邀请乌克兰加入北约将是一个错误。
继芬兰于2023年初加入北约后，许多北约成员国一直期望土耳其和匈牙利能够在峰会前完成批准程序并允许瑞典加入。 但由于土耳其的反对，目前尚不清楚土耳其是否会在峰会召开前支持瑞典的申请。 
由于与中国和俄罗斯的紧张关系日益加剧，澳洲、日本、新西兰和韩国将出席此次峰会，以加强与北约的关系。  

## 峰會
美国总统乔·拜登和其他一些领导人于峰会前夕开始抵达维尔纽斯。 晚上，秘书长延斯·斯托尔滕贝格主持了土耳其总统雷杰普·塔伊普·埃尔多安和瑞典首相乌尔夫·克里斯特松的会晤。经过几个小时的谈判，斯托尔滕贝格宣布埃尔多安同意解除瑞典加入北约的障碍并确保尽快批准。 消息公布后不久，匈牙利总理欧尔班·维克托政府表示，匈牙利現將不再阻止瑞典加入北約。  
斯托尔滕贝格表示，在俄乌战争仍在进行期间，乌克兰不会成为北约成员国，此次峰会并不意味着正式邀请乌克兰加入北约，尽管各国对于乌克兰是否能够於戰爭結束後加入北约仍存在分歧。 乌克兰总统泽连斯基表示，他希望战争结束后北约尽快允许乌克兰加入。然而，其他国家担心乌克兰如此迅速地加入北约可能会增加俄罗斯的侵略性，并使战争进一步拖延。 斯托尔滕贝格还表示，他希望峰会能够为乌克兰制定一个未来几年的长期援助计划：“我们已经承诺提供5亿欧元（5.48亿美元）用于满足关键需求，包括燃料、医疗用品、排雷设备和浮桥。我们还将帮助建设乌克兰的安全和国防部门，包括军事医院。我们将帮助乌克兰从苏联时代的装备和标准过渡到北约时代的装备和标准。” 
斯托尔滕贝格還表示，北约成员国同意将不少于GDP的2%用于国防开支。

2023年7月11日，北约发表了一份公报，称中华人民共和国运用广泛的政治、经济和军事手段来扩大其全球影响力，同时对其战略、意图和军事集结保持不透明。中华人民共和国的恶意混合行动和网络行动及其针对盟国的对抗性言论和虚假信息损害联盟的安全。北约秘书长斯托尔滕贝格在峰会上对记者表示，虽然中国不是北约的敌手，但它卻挑战基于规则的国际秩序，拒绝谴责俄罗斯对乌克兰的战争，威胁台湾，并进行大规模的军事集结。
2023年7月12日，G7在北约峰会发表联合宣言，宣布将确保乌克兰长期安全。

## 與會者
|  | 非北约成员国 |

| 國家或組織       | 代表者                       | 職銜           | 參考          |
| ---------------- | ---------------------------- | -------------- | ------------- |
| 北大西洋公约组织 | 延斯·斯托尔滕贝格            | 秘书长         | [ 22 ]        |
| 阿尔巴尼亚       | 埃迪·拉马                    | 總理           | [ 23 ]        |
|                  | 安東尼·阿爾巴尼斯            | 總理           | [ 24 ] [ 25 ] |
| 比利时           | 亞歷山大·德克羅              | 總理           |               |
| 保加利亚         | 尼古拉·鄧科夫                | 總理           | [ 26 ]        |
| 加拿大           | 賈斯汀·杜魯道                | 總理           | [ 27 ]        |
|                  | 佐蘭·米蘭諾維奇              | 總統           | [ 28 ]        |
| 捷克             | 彼得·帕維爾                  | 總統           |               |
| 丹麦             | 梅特·佛瑞德里克森            | 總理           | [ 29 ]        |
| 爱沙尼亚         | 卡婭·卡拉斯                  | 總理           | [ 30 ]        |
| 欧洲联盟         | 夏尔·米歇尔                  | 欧洲理事会主席 |               |
| 欧洲联盟         | 乌尔苏拉·冯德莱恩            | 歐盟委員會主席 |               |
| 芬兰             | 绍利·尼尼斯托                | 總統           | [ 31 ]        |
| 法國             | 艾曼紐·馬克宏                | 總統           | [ 24 ] [ 32 ] |
|                  | 伊利亚·达尔恰什维利          | 外交部長       | [ 33 ]        |
| 德国             | 奥拉夫·朔尔茨                | 總理           | [ 34 ]        |
| 希腊             | 基里亞科斯·米佐塔基斯        | 總理           | [ 35 ]        |
| 匈牙利           | 奧班·維克多                  | 總理           |               |
| 冰島             | 卡特琳·雅各布斯多蒂爾        | 總理           |               |
| 義大利           | 喬治亞·梅洛尼                | 總理           |               |
| 日本             | 岸田文雄                     | 首相           | [ 24 ] [ 36 ] |
| 拉脫維亞         | 阿特爾斯·克里斯亞尼斯·卡林斯 | 總理           | [ 37 ]        |
| 立陶宛           | 吉塔納斯·瑙塞達（主辦）      | 總統           |               |
| 盧森堡           | 格扎维埃·贝泰尔              | 總理           | [ 38 ]        |
| 蒙特內哥羅       | 雅科夫·米拉托維奇            | 總統           |               |
| 荷蘭             | 馬克·呂特                    | 總理           |               |
| 新西兰           | 克里斯·希普金斯              | 總理           | [ 24 ] [ 25 ] |
| 北馬其頓         | 斯特沃·彭达罗夫斯基          | 總統           |               |
| 挪威             | 約納斯·加爾·斯特勒           | 總理           | [ 39 ]        |
| 波蘭             | 安杰伊·杜达                  | 總統           | [ 40 ]        |
| 葡萄牙           | 安東尼奧·科斯塔              | 總理           | [ 41 ]        |
| 羅馬尼亞         | 克劳斯·约翰尼斯              | 總統           | [ 42 ]        |
| 斯洛伐克         | 苏珊娜·查普托娃              | 總統           |               |
| 斯洛維尼亞       | 罗伯特·戈洛布                | 總理           | [ 43 ]        |
|                  | 尹锡悦                       | 總統           | [ 24 ] [ 44 ] |
| 西班牙           | 佩德羅·桑切斯                | 總理           |               |
| 瑞典             | 乌尔夫·克里斯特松            | 總理           |               |
| 土耳其           | 雷杰普·塔伊普·埃尔多安       | 總統           | [ 35 ]        |
| 乌克兰           | 弗拉基米尔·泽连斯基          | 總統           | [ 45 ]        |
| 英国             | 里希·苏纳克                  | 總理           | [ 46 ]        |
| 美国             | 乔·拜登                      | 總統           | [ 47 ]        |